# Coloburiscidae
Coloburiscidae is een familie van haften (Ephemeroptera).

## Geslachten
De familie Coloburiscidae omvat de volgende geslachten:
- Coloburiscoides Lestage, 1935
- Coloburiscus Eaton, 1888
- Murphyella Lestage, 1930